# Ulpia Marciana

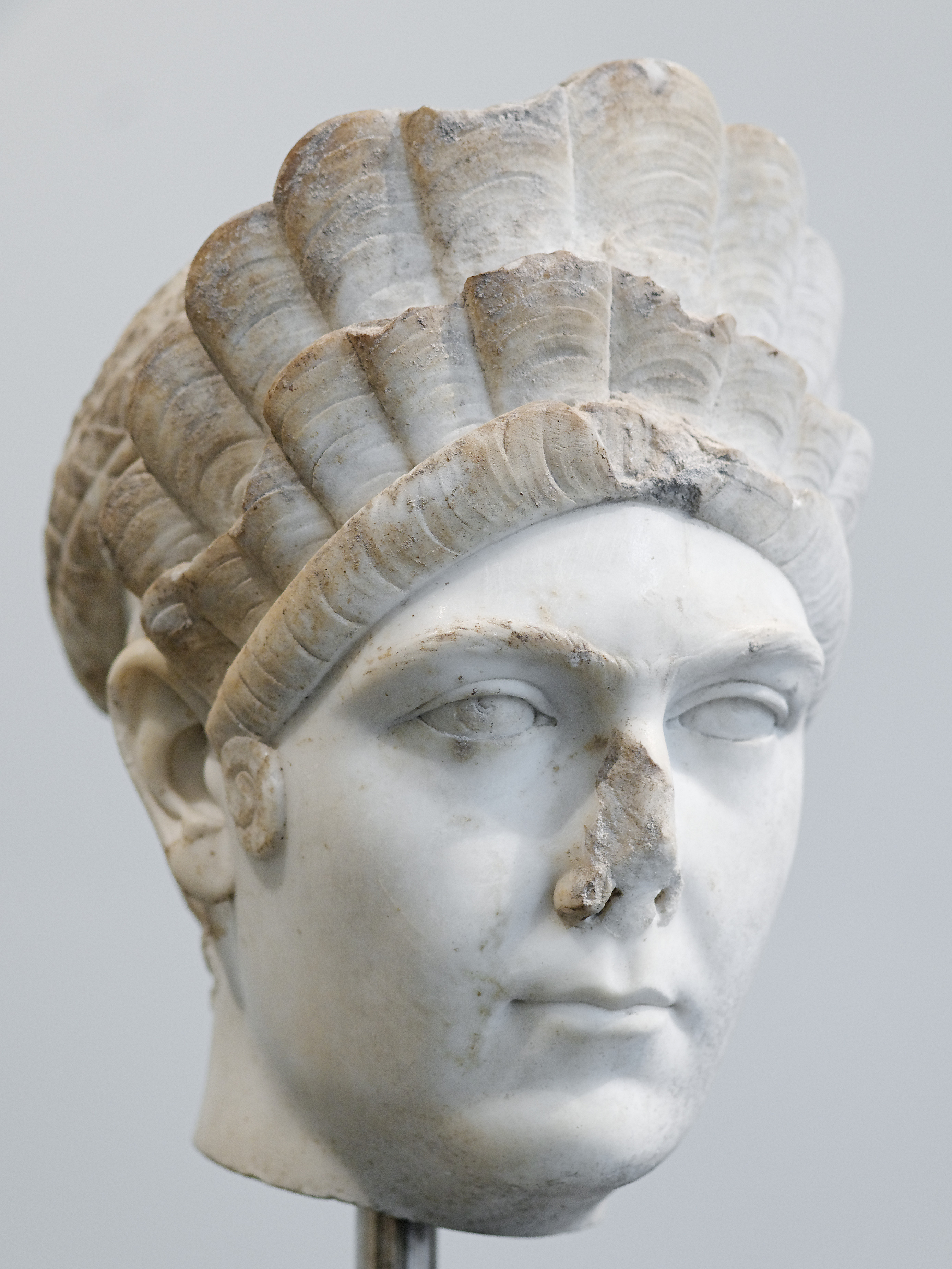
Cap al Ulpiei Marciana, Metropolitan Museum of Art din New York

Ulpia Marciana (n. 48 d.Hr. – d. 112 d.Hr., Roma, Imperiul Roman) a fost fiica cea mare a senatorului Marcus Ulpius Traianus. Mama sa se numea Marcia. Ulpia Marciana era sora împăratului Traian.

## Biografie
Ulpia Marciana s-a născut în anul 48, fiind fiica cea mare a senatorului roman Marcus Ulpius Traianus și a Marciei. Ulpia Marciana era sora împăratului Traian.
Ulpia Marciana s-a căsătorit cu Gaius Salonius Matidius Patruinus, iar fiica lor a fost Salonina Matidia.
Saloninus a murit în anul 78, dar Marciana nu s-a recăsătorit. După 105, Marciana a fost ridicată la rangul de Augusta, de către fratele său, împăratul Traian. A fost cea dintâi soră a unui împărat roman care a primit acest titlu de onoare; la început, Marciana a refuzat această onoare, însă cumnata sa, împărăteasa Plotina a insistat, iar Marciana a acceptat acest titlu. În calitate de Augusta a făcut parte din iconografia imperială oficială, iar statuia sa a fost așezată pe Arcul de Triumf al lui Traian de la Ancona, împreună cu cele ale împăraților Traian și Plotina.
A călătorit, însoțindu-l pe Traian și sfătuindu-l asupra deciziilor pe care trebuia să le ia. A fost venerată cu monumente și inscripții în întregul Imperiu Roman.
Ulpia Marciana a murit prin anii 112 / 114, iar Traian a divinizat-o, și i-a dedicat două orașe Marciana (denumirea întreagă, în latină Colonia Marciana Ulpia Traiana Thamugadi, azi Timgad, în Algeria) și Marciana Ulpia Traiana, azi orașul bulgar Devnea.
Ulpia Marciana a fost o femeie cu mari merite și virtuți. A fost mama Saloninei Matidia, care, la rândul său, a fost mama Sabinei, soția împăratului Hadrian.

## Galerie de imagini

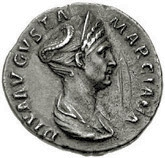
Denar emis sub Traian, în 114; avers: DIVAAVGVSTA MARCIANA, bustul Ulpiei Marciana, spre dreapta;
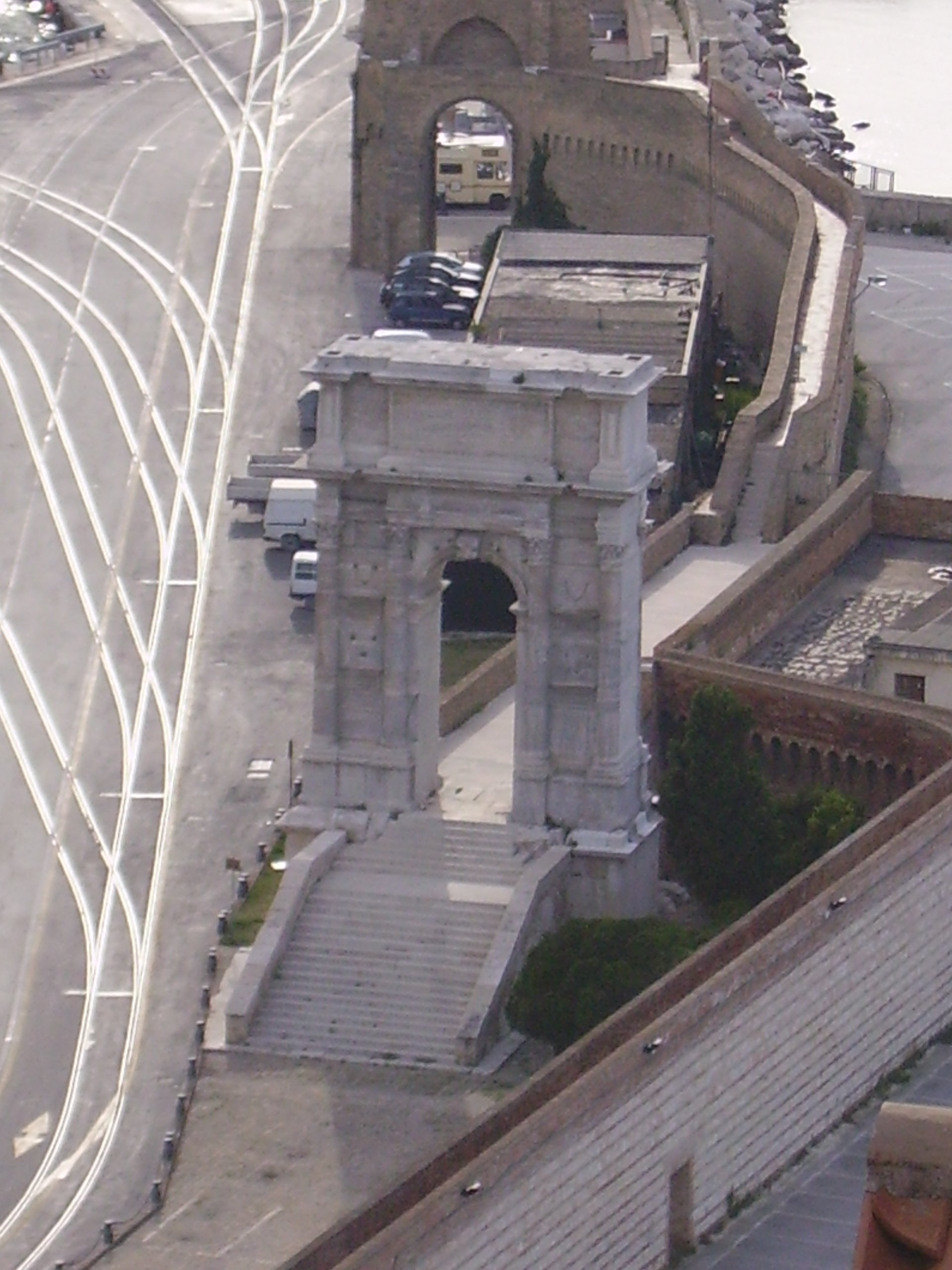
Arcul de Triumf al lui Traian de la Ancona